# United Press International
United Press International (conhecida também como UPI ou United Press) é uma agência de notícias estadunidense fundada em 1907. A empresa possui sua sede em Boca Raton, no estado da Flórida. Foi, juntamente com a Associated Press, a Reuters e a Agência France-Presse, uma das quatro principais agências de notícias do mundo até a década de 1990. Em seu auge, chegou a ter fornecer fotos, textos, áudios e vídeos para mais de 6 mil assinantes. Desde o primeiro de vários cortes de vendas e funcionários em 1982, e a venda em 1999 da sua lista de clientes para a sua principal concorrente, a Associated Press, a UPI tem se concentrado em nichos menores do mercado jornalístico.
Em maio de 2000, a United Press foi comprada pela News World Communications, conglomerado de mídia fundado pelo líder da Igreja da Unificação, Sun Myung Moon.